# Isturgia cretacea
Isturgia cretacea là một loài bướm đêm trong họ Geometridae.